# Розрахунки рівноважних умов утворення гідратів природних газів
Розрахунки рівноважних умов (англ. calculation of equilibrium conditions, нім. Berechnungen f pl der Gleichgewichtsbedingungen) — визначення умови утворення гідратів природних газів за константами рівноваги при даних температурі і тиску за формулою:
z = y / К,
де z, y — молярна частка компонента відповідно в складі гідрату і газової фази;
К — константа рівноваги.
Рівноважні параметри гідратоутворення розраховують так: спочатку знаходять константи для кожного компонента, а потім молярні частки компонента ділять на знайдену константу його рівноваги і одержані значини додають. Якщо сума дорівнює одиниці, система термодинамічно рівноважна, якщо більше одиниці — існують умови для утворення гідратів, при сумі менше одиниці гідрати не можуть утворюватися.